# 福格尔斯贝格
福格尔斯贝格是德国图林根州的一个市镇。总面积12.84平方公里，总人口688人，其中男性347人，女性341人（2011年12月31日），人口密度54人/平方公里。